# GROW-model
Het GROW-model is een raamwerk voor het voeren van coachingsgesprekken en voor probleemoplossing. Het stamt waarschijnlijk uit het Verenigd Koninkrijk en werd met name in de jaren tachtig en negentig van de twintigste eeuw veel toegepast.
Het gaat uit van vier stappen waarin naar een oplossing toegewerkt wordt:
- Goals (doelen): Hierbij gaat het erom dat de gecoachte persoon een duidelijk beeld heeft of krijgt van waar deze zich naartoe wil ontwikkelen. Deze kan het beste zo duidelijk mogelijk gedefinieerd worden.
- Realiteit: In dit deel van het gesprek gaat de gecoachte persoon onderzoeken in welke situatie of fase hij/zij zich in het hier en nu bevindt en hoe ver het doel nog verwijderd is.
- Opties (soms obstakels): In dit deel van het gesprek worden de obstakels onderzocht en benoemd die de gecoachte tegenhouden om het doel te bereiken. Als de obstakels bekend zijn dan kunnen de opties besproken worden die men kan nemen om de obstakels te overwinnen of vermijden.
- Weg er naartoe: Hier worden praktische acties bedacht om van de opties gebruik te maken en richting het doel te gaan.

Zoals vaker gebruikelijk in coachingsgesprekken voert de coach niet als leraar het woord maar stelt slechts open vragen zonder hints. De gecoachte zal zelf tijdens het gesprek tot de juiste inzichten moeten komen.